# Unimodulair
Unimodulair is een begrip uit de lineaire algebra. Een m*n matrix is unimodulair als het een geheeltallige matrix is, waarbij iedere deelmatrix van m bij m een determinant heeft van +1 of -1 en de rang van de matrix gelijk is aan m. Als de matrix vierkant is volstaat dus om te laten zien dat de determinant gelijk is aan +1 of -1. Een unimodulaire matrix heeft een geheeltallige inverse matrix. Een voorbeeld van een unimodulaire matrix is de permutatiematrix.